# Büro für Urheberrechte
Das Büro für Urheberrechte (BfU) war eine Behörde der DDR mit Sitz in Ost-Berlin, die seit 1966 für „die Wahrung der Urheberrechte“ verantwortlich war.
Ursprünglich gegründet zur Abwicklung des Devisenverkehrs beim An- und Verkauf von Autorenrechten, hatte es seit 1966 die Aufgabe, die Verträge zu genehmigen oder zu verbieten, welche die Autoren der DDR oder deren Verleger mit ihren ausländischen Partnern über die Veröffentlichung ihrer Bücher oder anderen Werke im Ausland abschließen wollten.
Das Büro unterstand in der Anfangsphase der Aufsicht des Ministeriums für Kultur und seit 1963 der Hauptverwaltung Verlage und Buchhandel. Es handelte sich um eine Verwaltungs-, Steuerungs- und zentrale staatliche Zensureinrichtung. Zu den Aufgaben des Büros gehörte es, das Urheberrecht der DDR in eine staatlich gewünschte Richtung weiterzuentwickeln, bei entsprechenden Vertragsabschlüssen einzugreifen und die Interessen der Urheber und Verlage in der DDR grundlegend zu vertreten.
Zusätzlich arbeitete die Staatssicherheit mindestens mit dem langjährigen Leiter der Vertragsabteilung Jenö Klein zusammen, der zunächst offiziell als Patriot bzw. Kontaktperson benannt, dann unter den Decknamen "Janos", "Ernö" bzw. "Dr. Ernö Fárkás" in den Akten geführt wurde.
Nach der Wiedervereinigung erfolgte bis 1995 die schrittweise Abwicklung von Altverträgen.